# 다사중학교
다사중학교(多斯中學校)는 대한민국 대구광역시 달성군 다사읍 매곡리에 있는 공립 중학교이다.

## 학교 연혁
- 1951년 3월 1일 : 사립 다사중학교 개교
- 1954년 3월 3일 : 제1회 졸업식(33명)
- 1974년 1월 21일 : 사립 다사중학교 제21회 졸업식(58명, 누계 1,402명)
- 1974년 3월 2일 : 사립 다사중학교 폐교로 공립 왕선중학교 개교
- 1974년 7월 3일 : 다사중학교로 교명 변경
- 1975년 1월 16일 : 제22회(공립 1회) 졸업식(103명, 누계 1,505명)
- 1975년 3월 1일 : 다사중·고등학교 병설 체제로 전환
- 2004년 3월 1일 : 다사중·고등학교 병설 체제에서 다사중학교 분리
- 2004년 6월 21일 : 다사중학교 교사 신축, 이전
- 2021년 3월 2일 : 제24대 김령경 교장 부임
- 2022년 2월 11일 : 제69회 졸업식(183명, 누계 7,267명)
- 2022년 3월 2일 : 2022학년도 입학식(147명)

## 참고 자료
- 다사중학교 - 한국교육학술정보원 학교알리미